# Молодограматики
Молодограматики (нім. Junggrammatiker) — школа в німецькому мовознавстві XIX століття, Представники якої вперше запропонували застосувати природно-наукові принципи верифікації наукового знання до мовознавства. Як конкретний приклад такого підходу вони запропонували гіпотезу регулярних фонетичних чергувань. Центральну роль в роботах молодограматиків відігравало порівняльно-історичне мовознавство, зокрема, індоєвропеїстика. Молодограматизм був панівною течією в лінгвістиці кінця XIX — 1-й третини XX століття.

## Історія

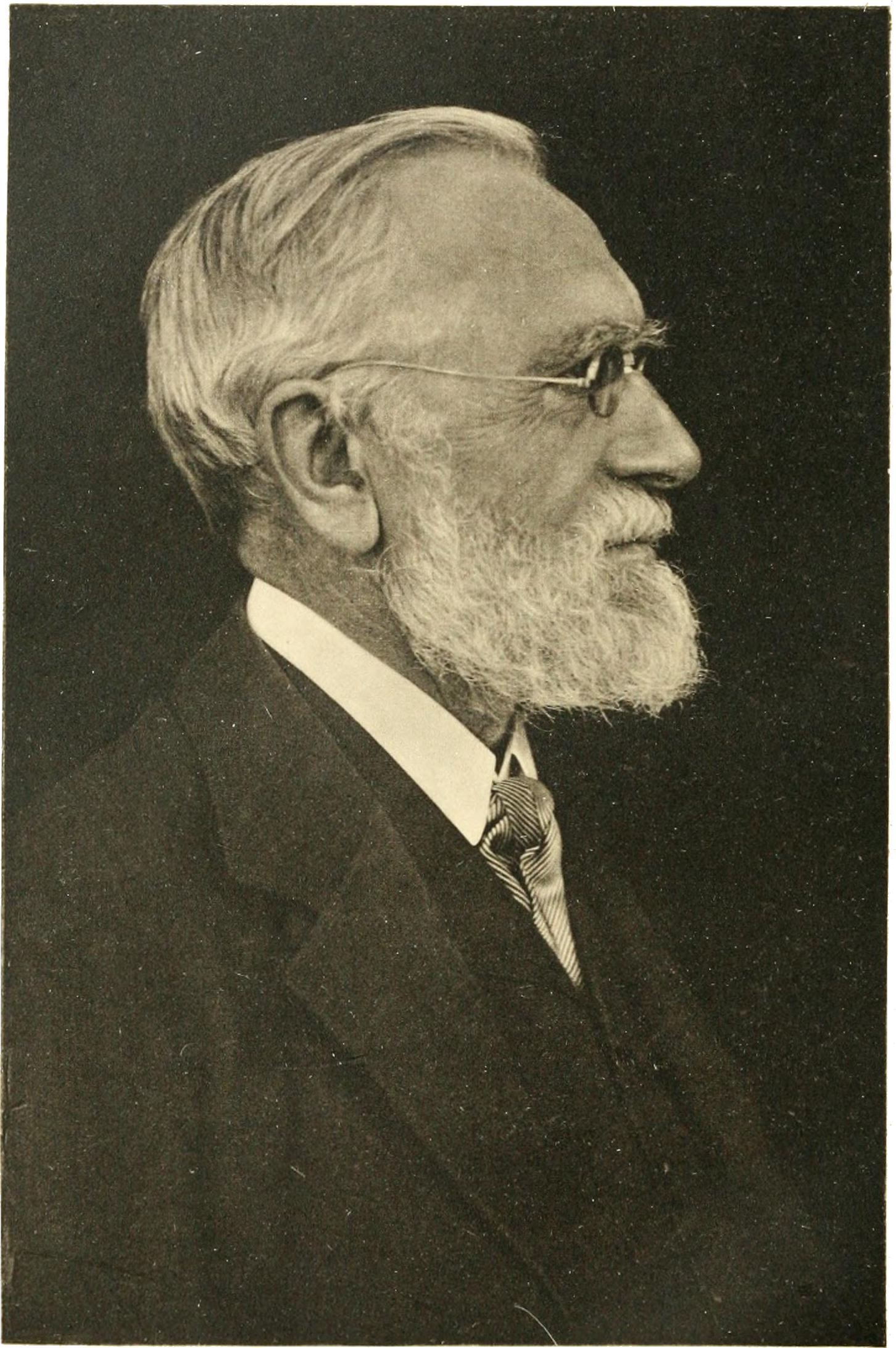
Август Лескін (1913)

Група німецьких мовознавців, що називали себе молодограматиками, сформувалася в рамках так званої Лейпцизької школи, яка з кінця 1870-их років об'єднувала мовознавців навколо таких вчених, як Август Лескін (1840–1916), Карл Бругман (1849–1919) та Герман Остгоф (1847–1909). За допомогою своєї гіпотези про безвинятковість фонетичних чергувань (нім. Ausnahmslosigkeit der Lautgesetze) молодограматики намагалися перевести мовознавство з розряду гуманітарних наук до наук природничих, що було пов'язано з дедалі більшою конкуренцією між науками гуманітарного та природничого профілю.
Назва «молодограматики» була запроваджена германістом Фрідріхом Царнке, що був представником старшого покоління й таким чином хотів вирізнити молодше покоління науковців Лейпцизької школи. Ця назва могла виникнути під впливом назви літературно-революційного руху Молода Німеччина. Під час захисту однієї дисертації Царнке висловом «молодограматики» іронічно відгукнувся на, з його погляду, недосвіченість та войовнічість у відстоюванні своїх ідей молодшого покоління. Згодом цією назвою стали послуговуватися самі представники молодшого покоління німецьких мовознавців.

## Найбільші представники
- Карл Бругман (1849–1919, співавтор «Маніфесту» молодограматиків),
- Герман Остгоф (1847–1909, співавтор «Маніфесту» молодограматиків),
- Бертольд Дельбрюк (1842–1922),
- Август Лескін (1840–1916),
- Герман Пауль (1846–1921),
- Вільгельм Брауне (1850–1926)
- Едуард Зіверс (1850–1932)
- Карл Фернер (1846–1896)
- Отто Бегаґель (1854–1936)
- Вільгельм Маєр-Любке,
- Фортунатов Пилип Федорович та його школа.

## Критики молодограматизму
Найбільшими критиками молодограматизму були:
- Георг Курціус (1820–1885),
- Микола Крушевський (1851–1887),
- Гуго Шухардт (1842–1927),
- Асколі Граціадіо-Ізая (1829–1907),
- Йоганнес Шмідт (1843–1901),
- Фердинанд де Сосюр (1857–1913).